# Новаківська-Ацеданська Ірена
Ірена Новаківська-Ацеданська (пол. Irena Nowakowska-Acedańska; 15 грудня 1909, Львів — 14 лютого 1983, Гливиці) —  польська художниця, графікеса. Членкиня Спілки львівських художників-графіків з 1935 року, Товариства художників графіків у Кракові з 1936 року, Спілки польських художників-пластиків з 1937 року.

## Біографія
Народилася 15 грудня 1909 у місті Львові (нині Україна). У 1927—1932 роках навчалась у відділі декоративно-прикладного мистецтва Львівської художньо–промислової школи (викладачі К. Ольпінський, К. Сіхульський, С. Матусяк, Л. Тирович).
1945 року виїхала з чоловіком до Польщі до м. Тарнів, з 1946 року — до м. Гливиці.
Була у шлюбі з художником Зигмундом Ацеданським.
Померла в Гливицях 14 лютого 1983 року.

## Творчість
Займалась настінним живописом, станковим живописом (архітектурні краєвиди, натюрморти), графікою, іноді плакатом. Авторка численних ландшафтних гравюр, архітектурних споруд, пам'яток історії, виконаних в техніці ксилографії. Твори:
- цикл «Стародавній Львів» (1933—1934);
- графічний цикл «Городок Ягайлонський» (1934, про місто Городок);
- естампи «Жовква» (1935, у співавторстві з Зигмундом Ацеданським);
- графічний цикл «Кременець» (1937, про місто Кременець)[2].